# Calligonum denticulatum
Calligonum denticulatum är en slideväxtart som beskrevs av Bge. och Pierre Edmond Boissier. Calligonum denticulatum ingår i släktet Calligonum och familjen slideväxter. Inga underarter finns listade i Catalogue of Life.